# 五戸美樹
五戸 美樹（ごのへ みき、1986年4月9日 - ）は、日本のフリーアナウンサー。

## 来歴
埼玉県出身。父親は青森県、母親は広島県 の出身で、青森県に"五戸"姓が多いことから、自身のルーツは青森にあると考えている。埼玉県立川越女子高等学校を経て、お茶の水女子大学文教育学部言語文化学科を卒業。大学生時代にテレビ朝日アスクへ通った。2009年4月にニッポン放送へ入社する。開局55周年の7月15日に「垣花正のあなたとハッピー!」で初めて放送に出演し、以後はおもにバラエティ番組などでリポーターや番組進行を担当した。
2014年の誕生日にニッポン放送社員と結婚した。
2015年3月30日から「ごのへ みき」のマイクネームを使用し始めたが、11月末日にニッポン放送を退社することを発表 した。12月1日からエイベックス・エンタテインメントへ移籍してフリーアナウンサーとして活動を始め、旧姓の本名へ戻した。
2017年9月にエイベックス・エンタテインメントと契約を終了し、2021年3月時点でフリーランスとしてラジオ番組に出演し、イベントMCやトークセミナー講師を務める。
2019年10月23日に文化放送「走れ!歌謡曲」で離婚を公表し、翌週に姓を"五戸"へ戻したと発言した。
2020年6月27日に一般男性と再婚し、6月30日深夜の番組内で公表した。
2021年12月22日にJ-WAVE『GROOVE LINE』で、第1子妊娠を公表した。5月に第1子女児を緊急帝王切開で出産し、6月6日に報告した。

## 人物
- 愛称は『ゴノ』。先輩たちから『ブースカ』とニックネームを付けられる[14]。後者の『ブースカ』は社内のみで用いられたが、「古坂大魔王 ツギコレ」担当時に直前の「ショウアップスポーツ・土曜日」担当の山本剛士アナウンサーが「ブースカと呼ばれている」と発言し、古坂大魔王が弄り始めたころから浸透している。2015年3月30日から担当の「あなたとハッピー!　外はおまかせ!」で『ハッピー大好き怪獣・ブースカ』と枕詞をつけ、ブースカの音楽とともに登場する。
- 自身が認めるほど、かなりの不器用[15]。
- アイドル好きで、特にハロー!プロジェクトのファンでライブに参加したり、自身がブログ等でグループへの論評や出演する番組にゲスト出演して貰った事もある。また、競馬も趣味であるため、中央競馬の大きいレースでは週末に自身の予想を発信している。
- 2010年2月28日開催の第4回東京マラソンに参加し、5時間52分14秒で完走した。2020年2月時点でも市民ランナーとして走っている。
- 好きな食べ物はラーメン、ハンバーガー。

## 出演番組

### 現在

#### ラジオ
- GROOVE LINE（J-WAVE）※「QUIZ MASTER」コーナーアシスタント、- 2017年10月2日 - 2022年3月31日(予定)

#### ネット配信
- My Girl meets Aこえ（AbemaTV）- 2017年12月16日 -
- 五戸美樹のNewsに挑戦(YouTube※自主制作※)-開始時期不詳-
- ごのへみきのガールズトーク([YouTube]ライブ※自主制作)-不定期

### 過去

#### ニッポン放送時代

##### ラジオ
- 三宅裕司のサンデーハッピーパラダイス（当初はニュースのみ、2010年7月4日よりアシスタント）
- ラッキー7ミニッツ〜ごのへの語〜 - 2009年10月5日 - 2010年4月2日
- ショウアップナイターバッテリー（金曜リポーター→木曜コーナー「東京マラソンへの道」）
- テリーとたい平のってけラジオ（リポーター）
- 高嶋ひでたけの特ダネラジオ 夕焼けホットライン（月・火・水曜レポーター、小口絵理子不在時は代理アシスタントも）
- サンデーかしましラジオ（パーソナリティ） - 2010年4月11日 - 2010年6月20日
  - ローソンPresents ホリデーかしましラジオ〜パスタ屋2周年記念 焼きパスタのキャッチコピーを考えよう〜（パーソナリティ） - 2011年9月19日、10月10日
- JOLF INFORMATION
- オモシロ万博音楽館
- マイ プレイリスト Love for Japan 〜kizashi〜（月-木曜ナビゲーター）
- 週刊!ニッポン放送
- ゴッドアフタヌーン アッコのいいかげんに1000回（ニュース担当）
- 快適生活ラジオショッピング（金曜日）
- SEAMOのオールナイトニッポンR（2011年9月9日、アシスタント）
- 松本ひでお 情報発見 ココだけ（2012年度アシスタント）
- ミュ〜コミ+プラス（ナレーション）
- 片岡篤史 激アツ!プロ野球（アシスタント、2013年4月1日 - 9月30日）
- 古坂大魔王 ツギコレ（アシスタント、2013年10月5日 - 2014年3月29日）
- ショウアップナイター（土曜日スタジオ担当）
- 三宅裕司のサンデーヒットパラダイス（ニュース担当）
- 土田晃之 日曜のへそ（ニュース担当）
- 笑福亭鶴瓶 日曜日のそれ（ニュース・天気予報・交通情報担当）
- 五戸美樹のオールナイトニッポンGOLD クリスマスソングコレクション（パーソナリティ、2014年12月24日[16]）
- 上柳昌彦・山瀬まみ ごごばん!フライデースペシャル（アシスタント）
- 菊正宗 ほろよいイブニングトーク（アシスタント）
- 有楽町情報ライブラリー（2013年9月2日、2014年10月1日以降の水曜日）
- FairiesのFly to the World（ナレーション）
- 小堺一機と渡辺美里のスーパーオフショット（ナイターオフ番組、「なるほど!噂の情報局」担当）
- 佐藤満春・伊福部崇の大喜利オールナイトニッポンモバイル（アシスタント）
- 垣花正のあなたとハッピー!※中継リポーター、 - 2015年3月30日 - 2015年9月25日

##### CM
- アメーバピグ
- 東芝
- 箱根 彫刻の森美術館
- 成田国際空港
- セーブオン
- 平松剛法律事務所
- 産業経済新聞社・サンケイスポーツ
- 日清オイリオグループ
- エステー
- 再春館製薬
- 中小企業退職金共済

#### フリー以後

##### テレビ
- ニュース女子（DHCシアター）
- DHCキレイを磨く！エクストリームBeauty（DHCシアター / TOKYO MX）- アシスタント 、2016年2月4日 - 2017年3月15日

##### ストリーミング配信
- アイドルもういっちょ！（auヘッドライン）

##### ラジオ
- 伊福部崇のラジオのラジオ（文化放送超!A&G+） - 2015年12月7日、14日
- 渡辺和昭のしゃべってしゃべって120分（ラジオNIKKEI） - 2016年1月1日
- GROOVE LINE Z（J-WAVE）- 渋谷VISIONからの公開生放送アシスタントとして不定期出演
- NACK5 SPECIAL Music Touch （NACK5）- 2016年5月8日
- 日野ミッドナイトグラフィティ 走れ!歌謡曲（文化放送、2018年10月3日 - 2021年3月24日）　水曜日（火曜日深夜）担当

## その他

### モデル
- 竹井仁『やせる! 筋膜リリース ダイエット編──筋膜博士が教える決定版』（自由国民社） - 表紙・本文内写真モデル

### 著書
- 『人前で輝く！話し方』（自由国民社）
- 『就活のリアル21年度版』(同)

### コラム
「ごのへのごろく」（日刊スポーツ、2017年1月 - 2020年3月）